# Schönkirchen-Reyersdorf
Schönkirchen-Reyersdorf là một thị trấn ở huyện Gänserndorf thuộc bang Niederösterreich nước Áo. Đô thị Schönkirchen-Reyersdorf có diện tích 17,88 km², dân số năm 2001 là 1854 người.